# Calle Cabeza del Rey Don Pedro
La calle Cabeza del Rey Don Pedro es una vía pública de la ciudad española de Sevilla.

## Descripción
La vía discurre desde la calle Boteros hasta un cruce en el que confluye con otras calles, como Augusto Plasencia, Corral del Rey, Muñoz y Pabón y Almirante Hoyos. Aparece descrita en la Noticia histórica del origen de los nombres de las calles de esta ciudad de Sevilla (1839) de Félix González de León con las siguientes palabras:

Calle de la Cabeza del Rey D. Pedro. El Busto del Rey D. Pedro (de que se hablará en la calle del Candilejo, como propio de ella) por estar en la esquina de esta, le ha dado el nombre: ninguna otra cosa hay en ella que observar: corresponde á la parroquia de san Isidoro, al cuartel B., y pasa de la calle de Mesones á la del Corral de la Reina.
(González de León, 1839, p. 212)